# Iambiodes incerta
Iambiodes incerta är en fjärilsart som beskrevs av Rothschild 1913. Iambiodes incerta ingår i släktet Iambiodes och familjen nattflyn. Inga underarter finns listade i Catalogue of Life.